# Hysen-Pascha-Moschee

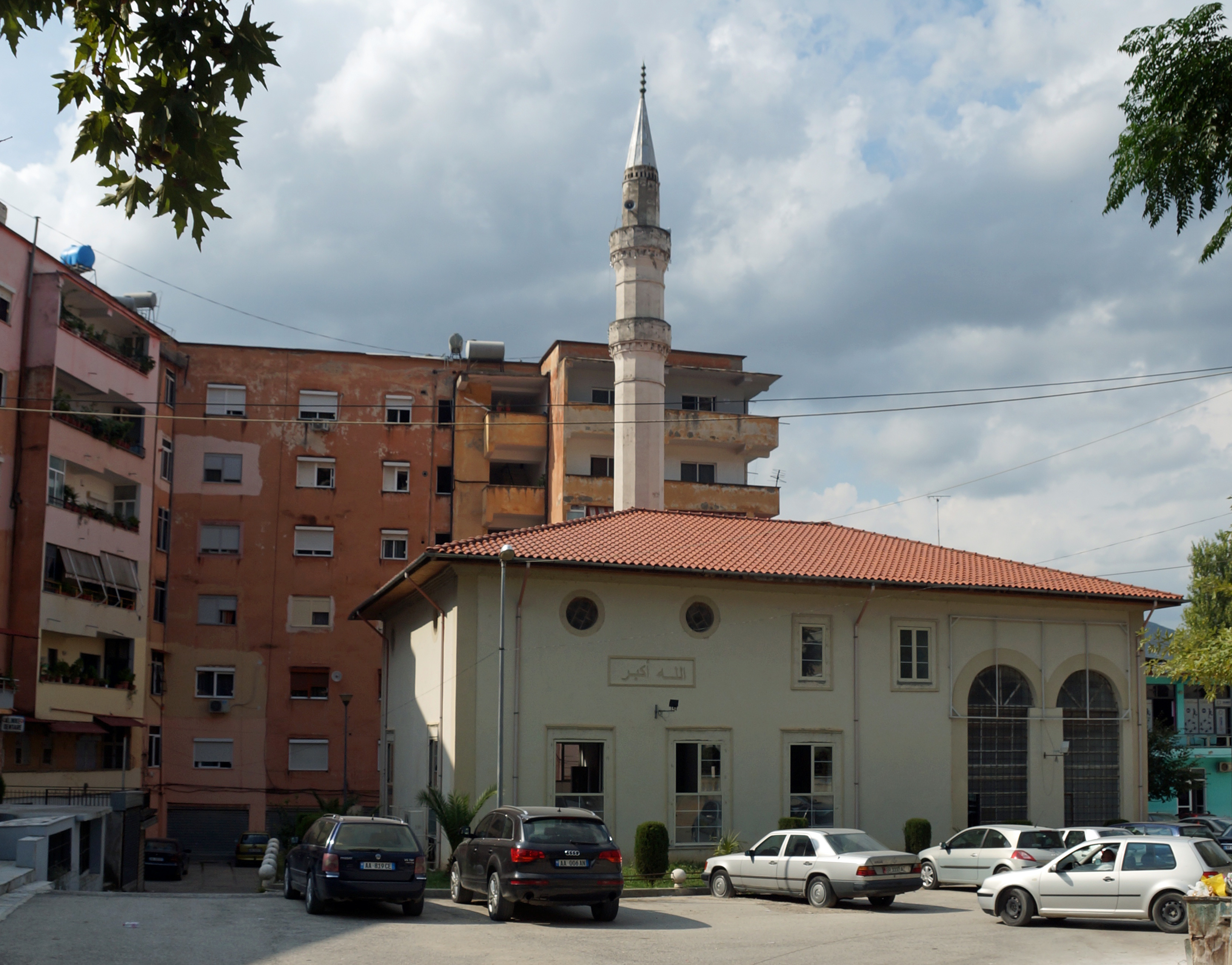
Renovierte Moschee im Jahr 2015

Die Hysen-Pascha-Moschee (albanisch Xhamia e Hysen Pashës) ist eine Moschee in der mittelalbanischen Stadt Berat.
Nach Evliya Çelebi wurde die Moschee im Stadtteil Murat Çelebi, Teil der Vorstadt westlich der Burg, 1670/71 von Hysen Pascha errichtet. Heute ist die Moschee von Appartementhäusern umgeben.
In den 1870er Jahren wurde die Moschee gründlich renoviert.

Neu erbauter Uhrturm neben der Moschee

Nachdem in den 1870er Jahren neben der Moschee ein Uhrturm errichtet worden war, wurde die Moschee oft Uhrturm-Moschee (albanisch Xhamia e Sahatit) genannt. Der Name ist auch heute noch in Verwendung. Der Uhrturm wurde 1969 bei einem Erdbeben zerstört; 2017 wurde ein Nachbau errichtet.:122 f
Das Minarett, das von Çelebi als schön und elegant bezeichnet wurde, ist 1967 abgetragen worden. 1994 wurde es wiederaufgebaut.:126 Andere Quellen schreiben hingegen, dass vom alten Gebäude einzig das Minarett erhalten geblieben sei.
In der Mitte der 2010er Jahre wurde die Moschee restauriert – Çoku spricht von einer „umfassenden Umbau“ (Kullat e Sahatit në Shqipëri). Fotos zeigen ein stark renoviertes Gebäude.:126
Die Moschee ist seit den 1960er Jahren ein nationales Kulturdenkmal Albaniens.:122 f